# Авашла (хутор)
Авашла (Ивашла) — хутор (деревня) в  Преображенской волости Орского уезда  Оренбургской губернии, административный центр Преображенский завод, Преображенск, Преображенское — прежнее (до 1925) название села  Зилаир Зилаирской волости (Зилаирский кантон) (сейчас — Зилаирский район Башкортостана, Россия). 
Число хозяйств в 1925 году — 25. Расстояние до ВИКа — 52 версты. Находился на стыке нескольких ручьёв впадающих в реку Большой Ик в лесистой горной местности.
Преобладающая нация — русские (казаки). Основан казаками, как и Преображенск. Поэт и публицист Валентин Васильевич Сорокин говорит: «...центр моего района, назывался Преображенск. Это потрясающее село, Преображенское. Станица была». Для объяснения названия есть легенда, приведенная частично в книге А. К. Белозерцева: в старину хутор называли Ивашла, от сочетания слов «Ива — шла!». Более развернута легенда в стихотворении 1972 года «Ивашла» уроженца хутора В. В. Сорокина.
А где же ты, мой хутор Ивашла,
И что теперь с тобой, скажи на милость, -
Как будто ива шла и не дошла
И над речушкой вдруг остановилась.
и в прозаическом отрывке из его книги «Крест поэта»
От Ивашлы моей, а Ивашла — это ива шла, шла ива, ничего не осталось: кресты и те повалились, посгнили. На горе — кладбище.
Советский и российский поэт и публицист Валентин Васильевич Сорокин родился на отдаленном хуторе 25 июля 1936 года в многодетной семье лесника . В его творчестве отражена память о своей малой родине. В самой известной своей книге «Крест поэта» Сорокин писал:
Мой хутор, Ивашла, располагался между двумя большущими селами, заводами, как в старину их называли в дореволюционных энциклопедиях: Преображенский завод и Кана-Никольский завод